# ミーカート
ミーカート（英語表記Mīqāt、アラビア語表記 ميقات）とは、ハッジで聖域に入る際、普段の服装からイフラームに着替える場所として指定された場所のことである。基本的には、以下の6箇所である。
- ズー・ル＝ハリーファ (مسجد ذي الحليفة) - メディナの南11km。メディナ方面からの巡礼者にとってのミーカート。ここは、ムハンマドが別離のための最後の巡礼を行った際に、ここから聖域に入ったという先例に倣っている。
- アル＝ジュフファ (الجحفة) - メッカの北187km、ラービクの東郊。シリア、エジプト、北アフリカ方面からの巡礼者にとってのミーカート。
- ザート・イルク (ذات عرق) - メッカの東北94km。イラク方面からの巡礼者にとってのミーカート。
- カルン・ル＝マナーズィル (قرن المنازل) - メッカの東96km。サウジアラビア東部、クウェート方面からの巡礼者にとってのミーカート。
- ヤラムラム (يلملم) - メッカの南東54km。イエメン方面からの巡礼者にとってのミーカート。
- ワーディー・マフリム (وادي محرم)

これらのミーカートは基本的に、陸路で聖域に入る際にイフラームに着替える場所として指定されている。これは、キャラバンを組織しての巡礼が基本的なハッジの形態であったからだが、今日の交通事情の発達では海路・空路で聖域に入る機会も多く、この場合はいつ・どこで着替えるかという問題が生じてくる。海路でメッカの外港であるジッダへ移動した場合を例に挙げるとすると、スエズ方面から紅海を南下している場合には、アッ＝ジュフファと同緯度の地点に着いた時点で、イフラームに着替えることになる。また、空路でメッカを目指す場合は、一般的には出発地点の空港の指定場所で着替える。